# Saison 1969-1970 de la LCH
Saison précédente Saison suivante
La saison 1969-1970 est la 7e saison de la Ligue centrale de hockey.

## Saison régulière
Devant le peu d’attrait de la part du public, les Wranglers d'Amarillo, club appartenant à la franchise des Penguins de Pittsburgh et les Apollos de Houston, appartenant quant à eux aux Canadiens de Montréal, cessent leurs activités. Les South Stars de Memphis, la troisième équipe ayant des problèmes pour attirer du public, déménage en Iowa et devient les Stars de l'Iowa, se rapprochant ainsi de leur équipe principale, les North Stars du Minnesota.
Ne comptant plus que sept équipe, le système de division est abrogé, seules les quatre meilleures équipes de la saison régulière peuvent disputer les séries éliminatoires.

### Classement final
| Clt   | Équipe                  | PJ | V  | D  | N  | BP  | BC  | Diff | Pts |
| ----- | ----------------------- | -- | -- | -- | -- | --- | --- | ---- | --- |
| +001, | Knights d'Omaha         | 72 | 36 | 26 | 10 | 247 | 212 | 35   | 82  |
| +002, | Stars de l'Iowa         | 72 | 35 | 26 | 11 | 252 | 232 | 20   | 81  |
| +003, | Oilers de Tulsa         | 72 | 35 | 27 | 10 | 230 | 202 | 28   | 80  |
| +004, | Wings de Fort Worth     | 72 | 31 | 25 | 16 | 217 | 206 | 11   | 78  |
| +005, | Black Hawks de Dallas   | 72 | 30 | 37 | 5  | 236 | 241 | -5   | 65  |
| +006, | Blazers d'Oklahoma City | 72 | 26 | 39 | 7  | 233 | 291 | -58  | 59  |
| +007, | Blues de Kansas City    | 72 | 24 | 37 | 11 | 228 | 259 | -31  | 59  |

- En gras : qualifié pour les séries éliminatoires

### Meilleurs pointeurs
| Joueur        | Équipe     | PJ | B  | A  | Pts | Pun |
| ------------- | ---------- | -- | -- | -- | --- | --- |
| Jack Egers    | Omaha      | 70 | 42 | 48 | 90  | 83  |
| Dan Johnson   | Tulsa      | 72 | 33 | 46 | 79  | 56  |
| Oscar Gaudet  | Dallas     | 71 | 25 | 63 | 78  | 40  |
| Fred Speck    | Fort Worth | 67 | 30 | 46 | 76  | 47  |
| Mike Chernoff | Iowa       | 69 | 36 | 39 | 75  | 29  |
| Bill Orban    | Iowa       | 65 | 31 | 44 | 75  | 78  |

## Séries éliminatoires de la Coupe Adams

### Arbre de qualification
|  | Demi-finales | Demi-finales        | Demi-finales | Demi-finales    |     |                 | Finale de la Coupe Adams | Finale de la Coupe Adams | Finale de la Coupe Adams | Finale de la Coupe Adams |
|  |              |                     |              |                 |     |                 |                          |                          |                          |                          |
|  |              |                     |              |                 |     |                 |                          |                          |                          |                          |
|  | 1er          | Knights d'Omaha     | 4            | 4               |     |                 |                          |                          |                          |                          |
|  | 1er          | Knights d'Omaha     | 4            | 4               |     |                 |                          |                          |                          |                          |
|  | 4e           | Wings de Fort Worth | 3            | 3               |     |                 |                          |                          |                          |                          |
|  | 4e           | Wings de Fort Worth | 3            | 3               | 1er | Knights d'Omaha | 4                        | 4                        |                          |                          |
|  |              |                     |              |                 | 1er | Knights d'Omaha | 4                        | 4                        |                          |                          |
|  |              |                     | 2e           | Stars de l'Iowa | 1   | 1               |                          |                          |                          |                          |
|  | 2e           | Stars de l'Iowa     | 2e           | Stars de l'Iowa | 1   | 1               | 4                        | 4                        |                          |                          |
|  | 2e           | Stars de l'Iowa     |              |                 |     |                 |                          | 4                        |                          |                          |
|  | 3e           | Oilers de Tulsa     | 2            | 2               |     |                 |                          |                          |                          |                          |
|  | 3e           | Oilers de Tulsa     | 2            | 2               |     |                 |                          |                          |                          |                          |

### Finale
Les Knights d'Omaha gagnent leur deuxième Coupe Adams en battant  les Stars de l'Iowa sur le score de 4 matchs à 1.

### Effectif champion
L'effectif de l'équipe des Black Hawks de Dallas sacré champion de la Coupe Adams est le suivant :
- Gardien de but : Peter McDuffe ;
- Défenseurs : André Dupont, Bryan Lefley, Bob Paradise, Mike Robitaille, Gord Smith ;
- Attaquants : Syl Apps, Ron Attwell, Ron Boehm, Denis Dupéré, Jack Egers, Pierre Jarry, Forbes Kennedy, Jim Krulicki, Don Luce, Tom Miller, Kevin Morrison, Michel Parizeau, Joe Robertson, Wayne Rivers, Bruce Van Hellemond, Bert Wilson ;
- Entraîneur : Larry Popein.

## Honneurs remis aux joueurs et équipes

### Trophées
| Trophée                 | Joueur           | Équipe          |
| ----------------------- | ---------------- | --------------- |
| Meilleur gardien de but | Serge Aubry      | Oilers de Tulsa |
| meilleur défenseur      | Mike Robitaille  | Knights d'Omaha |
| meilleure recrue        | André Dupont     | Knights d'Omaha |
| meilleur pointeur       | Jack Egers       | Knights d'Omaha |
| meilleur joueur         | Dan Johnson      | Oilers de Tulsa |
| meilleur entraîneur     | Marcel Pronovost | Oilers de Tulsa |

### Équipes d'étoiles
| Position       | Première équipe | Première équipe       | Deuxième équipe | Deuxième équipe         |
| Position       | Joueur          | Équipe                | Joueur          | Équipe                  |
| -------------- | --------------- | --------------------- | --------------- | ----------------------- |
| Gardien de but | Serge Aubry     | Oilers de Tulsa       | Peter McDuffe   | Knights d'Omaha         |
| Défenseur      | Mike Robitaille | Knights d'Omaha       | André Dupont    | Knights d'Omaha         |
| Défenseur      | Gordon Nelson   | Oilers de Tulsa       | Barry Wilkins   | Blazers d'Oklahoma City |
| Ailier gauche  | Jack Egers      | Knights d'Omaha       | Dan Johnson     | Oilers de Tulsa         |
| Centre         | Don Luce        | Knights d'Omaha       | Bill Orban      | Stars de l'Iowa         |
| Ailier droit   | Oscar Gaudet    | Black Hawks de Dallas | Dan Seguin      | Stars de l'Iowa         |